# Conseil de l'île des Pitcairn
Le Conseil de l'île (Island Council en anglais) désigne le parlement des îles Pitcairn. Il est à la fois un organe législatif et juridique, l'un des rares au monde aujourd'hui. Le Conseil compte dix membres, dont cinq sont élus. Les cinq autres membres sont le maire et le maire adjoint, le secrétaire de l'île, un commissaire qui assure la liaison entre le Conseil et le gouverneur et membre coopté par les cinq membres élus et de l'adjoint au maire.
Les membres élus du Conseil et de l'adjoint au maire le sont pour un mandat de deux ans. Le maire est élu pour trois ans, tandis que le commissaire est nommé par le gouverneur pour une durée indéterminée.